# チーム沖縄
チーム沖縄とは、沖縄県内11市のうち、県内9市の市長で構成される市長連合。正式名称は「沖縄の振興を考える保守系市長の会」。
始まりは2015年で、当初は那覇市と名護市を除く県内9市の市長で結成された。

## 概要
2015年5月下旬、当時の宮古島市長・下地敏彦の働き掛けにより結成された。8月29日、那覇市内で菅義偉内閣官房長官との会談後、報道陣に、沖縄県内11市のうち那覇市長・城間幹子と名護市長・稲嶺進(当時)を除く9市の市長と「沖縄の振興を考える保守系市長の会」(チーム沖縄) を結成し、自身が会長に就任したと明らかにした。下地は立ち上げの経緯について「離島にいると振興予算がどうなるかとても不安だ。市町村はしっかり予算がないと仕事ができない。みんなに呼びかけたら『そうだな』となった」と述べた。発足当初、名護市辺野古への基地移設に反対している稲嶺と城間が含まれていないことについては、「保守系市長ではないと判断した」ことによるもので、基地移設反対が理由ではないとした。その後、城間は2022年10月の那覇市長選に立候補せず、後継に同市副市長だった知念覚を据え、オール沖縄陣営を離脱した。那覇市長選に初当選した知念はチーム沖縄への加入を明言している。
沖縄タイムスは、会員が2014年の知事選で仲井眞弘多を支援していることから、反翁長勢力の結集と評した。
県内の首長選挙では自由民主党、公明党、日本維新の会、参政党などの推薦を受け、オール沖縄と対立している。

## 会員・支援政党

### 市長
| 市長       |            |            |
| ---------- | ---------- | ---------- |
| 松本哲治   | 浦添市長   | 2013年当選 |
| 中村正人   | うるま市長 | 2021年当選 |
| 佐喜眞淳   | 宜野湾市長 | 2024年当選 |
| 中山義隆   | 石垣市長   | 2010年当選 |
| 古謝景春   | 南城市長   | 2022年当選 |
| 渡具知武豊 | 名護市長   | 2018年当選 |
| 徳元次人   | 豊見城市長 | 2022年当選 |
| 知念覚     | 那覇市長   | 2022年当選 |
| 花城大輔   | 沖縄市長   | 2025年当選 |

### 元会員
- 松川正則 前宜野湾市長（2024年死去）
- 桑江朝千夫 前沖縄市長（2024年死去）
- 宜保晴毅 元豊見城市長（2018年落選による脱会）
- 上原昭 前糸満市長（2020年落選による脱会）
- 下地敏彦 元宮古島市長（前チーム沖縄会長: 2021年落選）

### 支援政党
- 自由民主党
- 公明党
- 日本維新の会
- 参政党

## 歴史

### 2014年沖縄県知事選挙
2013年12月27日には、沖縄県知事の仲井真弘多がそれまでの辺野古移設反対の主張を転換し、名護市辺野古の埋め立てを承認。これを巡り、県内の保守勢力や自民党が分裂状態となる。
現職の仲井真弘多に対しては早くから3選続投に向け自民党県連所属議員らが秋波を送り、知事は7月26日には自民党県連からの立候補要請を正式に受諾した。8月7日、記者会見で立候補を表明。27日までには党本部が推薦を正式決定し、河村建夫選挙対策委員長が推薦状を手渡した。
地域政党である政党そうぞう代表で元郵政民営化担当大臣の下地幹郎はかねてから翁長に強いライバル心を持っており、そうぞうの代表を辞職・離党して政党の推薦を受けずに無所属で立候補することを表明した。そうぞう及び同党と政策協定を結んでいる日本維新の会（選挙投票日時点で維新の党）は下地を支援する方針と伝えられていたが、日本維新の会幹事長の松井一郎大阪府知事は8月6日、党本部としては下地を推薦・支持しないと府庁で記者団に明言した。（なお、維新・沖縄県本部の担当者は沖縄タイムスが8月15日に開いた座談会で下地支援の意向を表明している）
下地は普天間飛行場について、最近出した政策集の中で、暫定的に嘉手納統合や辺野古移設を認めた上で、将来的には県外移設を目指すと訴えていたが、出馬に向けた記者会見では「私が知事になったら6カ月以内に県民投票を実施して、承認か撤回かを明確に決める」と述べた。
公明党は、従来から県内で辺野古移設に反対の姿勢をとっており、辺野古移設を進める仲井真知事の支援には慎重な構えを崩していない。仲井真、翁長両候補を支持する陣営からは公明党の協力を求める声が送られていたが、党県本部は最終的に自主投票を発表した。
仲井真は辺野古への移転が現実的とし、人口密集地にあり世界一危険な普天間飛行場の1日も早い危険性の除去が最も重要である。18年におよぶ普天間移設問題をこれ以上先送りすることは許されないとした。下地は県民投票で終止符、県民投票の結果に従うとして「賛成」の結果が出れば「推進」、「反対」との結果であれば「中止・撤回」とした。
激しい選挙戦の末、オール沖縄が支援する翁長雄志（社民・共産・生活・社大支援）が現職の仲井真弘多（自民・次世代推薦）や前衆議院議員の下地幹郎（政党そうぞう、維新の党支援）らを破り当選した。

### 2014年豊見城市長選挙
10月19日任期満了に伴う豊見城市長選は現職の宜保晴毅（自民・公明推薦）1万3170票を獲得して2期目の当選を決めた。野党が統一候補として擁立した新人で元市議の大城勝永（社民・社大・共産推薦）に2699票差をつけた。宜保は「市政継続」を訴え、待機児童の解消や教育環境の充実など1期目の実績を強調して選挙運動を展開した。与党市議団16人の支持や自民・公明両党のバックアップを受けて若さをPR。若年層を中心に幅広い支持を得た。

### 2014年那覇市長選挙
11月16日県知事選に立候補した前職の辞職に伴う那覇市長選挙は、無所属新人で前副市長の城間幹子が無所属新人で前副知事の与世田兼稔（自民・公明推薦）を大差で破り、初当選した。これまで那覇市長選は保守系、革新系の候補による一騎打ちの構図となることが多かった。しかし、今回は市議会最大会派で自民県連を除名になった「新風会」や共産・社民・社大・民主などの各党が城間を支援し自民と公明の両党が与世田を推薦するなど従来の選挙戦と異なる構図で争われた。

### 2016年宜野湾市長選挙
1月24日投開票の宜野湾市長選挙では、自民・公明推薦の現職・佐喜眞淳に対し、オール沖縄は元自民党沖縄県連会長志村恵の息子で県庁職員の志村恵一郎を統一候補（共産・社民・生活・社大・民主）として擁立した。宜野湾市には在沖米軍普天間基地が所在し、この選挙での勝ち負けが辺野古移設の行く末を決める一大選挙であった。一時は辺野古移設反対を公約とした志村がリードしていたが、佐喜眞が巻き返し再選。オール沖縄にとっては初めての負け選挙となった。

### 2016糸満市長選挙
6月5日任期満了に伴う糸満市長選挙は無所属新人の上原昭（自民・おおさか維新推薦）が1万3602票を獲得し、無所属で現職の上原裕常に1400票余りの差をつけ初当選した。

### 2017年宮古島市長選挙
1月23日投開票の宮古島市長選挙は陸上自衛隊の配備が争点となった。自民・公明は現職の下地敏彦を推薦。これに対して、社民・社大は下地晃を推薦したが、当初下地晃擁立を主導した翁長知事は、民進党の推薦する元県議の奥平一夫の支援に回った。また、保守系の候補からは元市議の真栄城徳彦も立候補し、保革ともに分裂することとなった。結果は下地敏彦が再選を果たし、オール沖縄は敗北を喫した。この選挙における翁長知事の対応はオール沖縄内にしこりを残すこととなった。

### 2017年浦添市長選挙
2月12日の浦添市長選においても自民・公明が推薦する現職の松本哲治が、オール沖縄の支援する元市議の又吉健太郎を破り再選を果たした。この選挙の結果、引き続き沖縄県内11市長のうち那覇と名護を除く9市長を自民系が抑える形が継続されることとなった。この選挙では米軍那覇港湾施設の浦添移設の是非も争点となり、又吉が市民投票を実施するとした一方で、翁長は移設容認の立場であり、オール沖縄内で立場に齟齬が生じたことも影響した。

### 2017年うるま市長選挙
4月23日、8年ぶりに実施されたうるま市長選挙において、自民・公明両党が現職の島袋俊夫を推薦したのに対し、オール沖縄は前県議の山内末子を擁立し、社民・共産・社大・自由・民進の推薦を取り付けた。自民・公明の選挙対策委員長が現地入りし小泉進次郎衆議院議員も応援に駆けつけるなか、共産や社民も組織をフル回転される組織戦の様相を呈したが、結果は島袋の企業誘致や雇用の拡大などが評価され、3選を果たした。政権与党にとっては3連勝となった。

### 2017年与那国町長選挙
8月6日の任期満了に伴う与那国町長選挙は、現職で自民・公明両党が推薦する外間守吉と前町議会議長の糸数健一の保守分裂による一騎打ちとなり、オール沖縄は候補を擁立できなかった。結果は外間が4選を果たした。

### 2018年南城市長選挙
1月22日投開票の南城市長選挙は現職の古謝景春（自民・公明・維新推薦）と民主党元衆議院議員の瑞慶覧長敏（社民・共産・社大・自由・民進推薦）が立候補し8年ぶりの選挙となった。投開票の結果65票の僅差で瑞慶覧が当選、古謝は敗北した。

### 2018年八重瀬町長選挙
1月28日投開票の八重瀬町長選挙で自民、公明は元県議の新垣安弘を推薦した。新垣はオール沖縄支持の前町議・知念昭則と保守系の元町議・宮城勝也を破り初当選。前週の南城市、翌週の名護市を含め3週連続「自公連立」対「オール沖縄」の対決の中、南城市で現職を落とし、意気消沈気味だった政権与党側は翌週の名護市長選に向け弾みをつけた。

### 2018年名護市長選挙
2月4日、普天間基地の移設先である辺野古地区を抱える名護市の市長選挙が実施された。基地移設反対派で現職の稲嶺進（民進・共産・自由・社民・社大が推薦、立憲が支持）を元市議の渡具知武豊（自民・公明・維新推薦）が破り、初当選を果たした。翁長も連日稲嶺候補の応援に入り、基地移設反対を訴えたが、「地元の民意」を移設反対の理由としてきた翁長には痛手となった。

### 2018年石垣市長選挙
3月11日、任期満了に伴う石垣市長選挙が実施され、自民・公明・維新の推薦を受け、経済政策を訴え陸上自衛隊配備計画に柔軟な姿勢を見せる現職の中山義隆が、民進・共産・自由・社民・社大の推薦を受け、翁長が推す前市議・宮良操と元自民党で保守系の元県議・砂川利勝ら新人2人を破り、3選を果たした。名護市長選に続く勝利でチーム沖縄が占める勢力は県内11市のうち9市となった。

### 2018年沖縄市長選挙
4月22日、任期満了に伴う沖縄市長選挙が実施され、自民・公明・維新が推薦する現職の桑江朝千夫が、希望・民進・共産・自由・社民・社大が推薦し、翁長が推す元市議の諸見里宏美を約1万5千票差で破り再選を果たした。那覇市に次ぐ大票田である沖縄市で勝利したことで、オール沖縄と政権与党による対決の構図である市長選挙で3連勝となった。

### 2018年宜野湾市長選挙
9月30日投開票の宜野湾市長選挙では佐喜真の県知事選挙立候補に伴う辞職により実施された。普天間飛行場問題を最大の争点に、暮らしや街づくりの在り方が問われた。政権与党の支援を受けた無所属新人で前副市長の松川正則）自民・公明・維新推薦）が2万6214票を獲得し、初当選を果たした。オール沖縄が支援した無所属新人で県高校PTA連合会前会長の仲西春雅（社民・共産・社大・立憲・自由・国民推薦）を5239票の大差で退けた。

### 2018年沖縄県知事選挙
12月14日の翁長雄志沖縄県知事任期満了に伴い、11月1日公示、11月18日投開票という選挙執行日程を6月22日に発表していた。しかし、任期満了前の8月8日に翁長が死去したため、9月12日に公職選挙法の規定に従い職務代理者である謝花喜一郎副知事が県選挙管理委員会に死去を通知し、翌13日に県選挙管理委員会は知事選の日程を「9月13日告示・30日投開票」とすることを改めて決めた。
政権与党の候補者として当初は、佐喜真淳宜野湾市長、松本哲治浦添市長、西銘恒三郎衆議院議員、古謝景春前南城市長らの名前が報じられていた。政権与党系では他に実業家の安里繁信が立候補を表明していたが、7月31日に自民党県連が仲介する形で佐喜真と会合を行い、候補者一本化に向けた協議に応じる姿勢を見せ、8月19日に立候補し断念を正式に表明した。8月21日自民党と公明党は佐喜真の推薦にまわることを正式に決定。また8月23日自民党沖縄県連は、日本維新の会国会議員団政調会長の下地幹郎衆議院議員（沖縄の政治団体・政党そうぞう代表）と会談し、前回の知事選で下地自身が立候補した維新の会にも佐喜真の推薦にまわるよう求めた。8月24日自民・公明両党や地元政治団体でつくる佐喜真の支持団体「沖縄の未来をひらく県民の会」が発足、同日には佐喜真が改めて、維新の会側に推薦願を提出。8月27日自公両党の幹事長と日本維新の会の松井一郎代表が会談し、維新の会も佐喜真の推薦にまわることを確認。8月30日日本維新の会沖縄県総支部は佐喜真に対し、推薦状を交付。9月1日大阪の党本部で行われた常任役員会で佐喜真の推薦にまわることを正式に決定。また希望の党も8月30日に佐喜真を支持し、要請があれば推薦に切り替えることを決定し、9月8日には正式に支持から推薦に切り替えた。
選挙の結果、玉城は過去最多となる約39万票を獲得。政権与党候補である前宜野湾市長の佐喜眞淳は8万票を超える大差で敗れた。

### 2018年豊見城市長選挙
2018年7月20日、前市議の宜保安孝が立候補の意向を表明。自民党県連に推薦を要請した。8月8日、前市議の山川仁が立候補の意向を表明。8月12日、宜保晴毅も3選を目指し立候補の意向を表明。同日の記者会見で宜保晴毅は自民党への推薦願いは出さない考えを述べた。10月6日、公明党は自主投票とすることを決定。同年10月14日に行われた市長選でオール沖縄候補である山川仁（社民・共産・社大・自由・国民・立憲推薦）が当選し、宜保晴毅、宜保安孝はともに落選。

### 2021年宮古島市長選挙
2021年1月17日、チーム沖縄の会長宮古島市長選では、無所属新人の座喜味一幸が社民、社大、共産、立民の推薦をうけ立候補。玉城デニー知事のオール沖縄と保守系一部による保革共闘の「ワンチームみゃーく」を形成し、現職で保守系市長の会「チーム沖縄」の会長である下地敏彦と一騎打ちの選挙となった。1万5757票を獲得し、現職の下地敏彦 (自民・公明推薦) を2782票差で破って初当選した。

### 2022年名護・南城・石垣・沖縄市長選挙
2022年1月23日、名護市、南城市の市長選の投開票が実施された。名護市長選においては、自民・公明が推薦する現職の渡具知武豊が玉城デニー知事の支援を受け立民・共産・れいわ・社民・社大が推薦する元市議の岸本洋平を5,000票を超える大差で退けた。
南城市長選においては、共産・立民・社民・社大・にぬふぁぶし・れいわ推薦の現職・瑞慶覧長敏を自民・公明が推薦する前市長の古謝景春が1689票差で破り、返り咲きを果たした。
同年2月27日には石垣市長選の投開票が行われ、現職で自民・公明両党が推薦する中山義隆が、オール沖縄が擁立した前市議の砥板芳行を破り、4選を果たした。
同年4月24日には沖縄市長選の投開票が行われ、現職で自民・公明両党が推薦する桑江朝千夫が、立民・共産・社民の推薦を得た元市議の森山政和に1万票近い差を付けて、3選を果たした。

### 2022年参議院通常選挙
2022年7月投開票の第26回参議院議員通常選挙では、自民党公認として総務官僚の古謝玄太を擁立したが、オール沖縄側が擁立した立憲民主党沖縄県連・日本共産党沖縄県委員会・れいわ新選組・社会民主党沖縄県連合・沖縄社会大衆党や玉城デニー知事から支持、支援された現職の伊波洋一に2800票差の僅差で敗れた。

### 2022年沖縄県知事選挙・宜野湾市長選挙
玉城デニー知事の任期満了に伴う9月11日投開票の2022年沖縄県知事選挙では、オール沖縄側は現職の玉城を擁立。一方のチーム沖縄側は前回の知事選に立候補した佐喜眞淳を擁立したが、さらに前衆議院議員の下地幹郎が立候補したことで、保守分裂の選挙戦となった。チーム沖縄側は直前の参議院議員選挙で自民党候補が善戦したことを背景に選挙戦を進めたが、下地との保守分裂となったうえに、世界平和統一家庭連合（旧統一教会）と政治家の関係が問題化し、佐喜眞も合同結婚式に参加するなど旧統一教会との関係が取り沙汰されたことが逆風となり、佐喜眞は現職の玉城に約65,000票の差を付けられて前回に続き、敗れた。
また、同日に行われた宜野湾市長選挙は、チーム沖縄側の現職で（自民党・公明党）の推薦を受けた松川正則が、前回と同じくオール沖縄側が擁立した仲西春雅（立憲民主党・共産党・れいわ新選組・社民党・沖縄社会大衆党推薦）を約11,000票差と前回よりさらに差を付けて再選を果たした。

### 2022年豊見城市長選挙
2022年10月9日投開票の豊見城市長選挙では、オール沖縄側が擁立した現職の山川仁（立憲民主党・共産党・れいわ新選組・社民党・沖縄社会大衆党推薦）と県政野党側が擁立した元同市議会議員の徳元次人、無所属新人の3名による選挙戦となったが、徳元が約2,800票差で山川を破り初当選した。チーム沖縄陣営は2022年に入り参院選・知事選は敗北したものの、市長選では6連勝となった。

### 2022年那覇市長選挙
2022年10月23日投開票の那覇市長選挙では、現職でオール沖縄陣営であった城間幹子那覇市長が不出馬を表明したことから、オール沖縄側では翁長雄志前知事の次男で県議の翁長雄治の擁立を決定。城間にも選対本部長就任を要請した。対するチーム沖縄側は、城間市政を2期8年にわたり副市長として支えた知念覚を擁立した。県知事選で争った下地幹郎の後援会や直前まで候補者擁立に動いていた参政党の推薦も取り付け、保守一本化に奔走。これを受けて、城間は知念を支持することを表明。オール沖縄に対しては「選挙ではオール沖縄にお世話になりました」と述べた上で「決別」することを宣言した。さらに、翁長県政において、オール沖縄を支えた浦崎唯昭、安慶田光男両元副知事も知念の支持に回るなど、保守陣営が知念の下に結集した。かりゆしクラブの平良朝敬は、「ブリッジは完成した。かつての（出発地点の）オール沖縄に戻れる」と述べた。一方、現職市長である城間の異例の「離反」にオール沖縄陣営からは反発が相次ぎ、市政与党の市議団は、「即座に職を辞することにも値する行動だ」と強く批判、知念支持の撤回を要求したが、城間は応じなかった。
結果は、自民党、公明党の推薦を得た知念が、オール沖縄側で立憲民主党、共産党、れいわ新選組、社民党、沖縄社会大衆党推薦の翁長を約1万票の差を付けて初当選した。チーム沖縄側はこれで2022年の市長選は7連勝となった。知念はチーム沖縄への参加を表明した。

### 2024年沖縄県議会議員選挙
2024年沖縄県議会議員選挙（6月7日告示、16日投開票）では、政治資金パーティー収入の不記載騒動を受けた自民党への逆風が予想されたが、自民・公明両党は公認候補計24人を全員当選させ、2008年以来16年ぶりとなる過半数を獲得した。また、日本維新の会は改選前の2議席を維持した。県政与党のオール沖縄勢力は4議席減となる20議席にとどまり、うち共産党は3議席、立憲民主党は2議席を減らす大敗となった。
オール沖縄勢力の伸び悩みの背景には重要な争点となってきた辺野古移設計画の工事が進む一方で、知事側に有効な対抗策がない状況で支持が広がらなかったことや、玉城知事が公示直前に中学校給食の無償化を打ち出したことへの混乱が影響したと報じられた。

### 2024年宜野湾市長選挙
2024年7月26日、基地移転問題を抱える宜野湾市の松川正則市長が、公務出張中の東京都内のホテルで急死する事態が発生した。これにより急遽、松川の後任を選出する宜野湾市長選挙が9月8日に執行されることとなった。市長選にはチーム沖縄陣営は元市長で2年前の県知事選に立候補した佐喜眞淳（自民党・公明党推薦）を擁立した。一方の県政与党のオール沖縄陣営は前宜野湾市議会議員の桃原功（立憲民主党・日本共産党・社会民主党・沖縄社会大衆党推薦）を擁立した。投開票の結果は佐喜眞が桃原ら新人2名を抑えて当選し、2年ぶりに市長に復帰した。オール沖縄勢は同年6月の県議選に続く敗退で、基地移設問題が選挙の争点になりづらくなり、退潮傾向が続く事となった。

### 第50回衆議院議員総選挙
2024年、岸田文雄首相が同年10月1日をもって首相を退任し、後継首相に石破茂が選出された。石破首相は就任から戦後最短となる8日間で衆議院を解散し、同月15日告示・同月27日投開票となる第50回衆議院議員総選挙の日程を決定した。
自民党は1区に國場幸之助、2区に宮崎政久、3区に島尻安伊子、4区に西銘恒三郎の4人前職をいずれも擁立し、公明党がいずれも推薦した。一方、日本維新の会は2区に元沖縄県議会議長の赤嶺昇を、4区に前回は1区から立候補した元那覇市議会議員の山川泰博を独自に擁立した。山川泰博の弟の山川仁（元豊見城市長）もれいわ新選組公認で4区から立候補しており兄弟対決となった。また衆院選初参加の参政党も1・2・3区で新人候補を擁立した。さらに元職で元郵政民営化担当大臣の下地幹郎も無所属で1区から立候補した。
結果は1区で日本共産党の赤嶺政賢、2区で社会民主党の新垣邦男が小選挙区で勝利したが、3区で島尻、4区で西銘が勝利し、小選挙区では前回同様の結果となった。また、國場と宮崎は比例復活で議席を確保しており、政治資金問題など自公政権側への逆風があったが、自民党は県内の前職が全員当選した。公明党も比例単独候補の金城泰邦が当選している。対立するオール沖縄勢は4区で共闘候補の立憲民主党公認の金城徹が議席を得られず、れいわ新選組が独自に擁立した山川仁が比例復活で議席を獲得するなど足並みが乱れ、退潮傾向を食い止めるまでには至らなかった。なお、1区で敗れた下地は政界引退を表明している。

### 2025年沖縄市長選挙・宮古島市長選挙・浦添市長選挙・うるま市長選挙
2025年の最初の県内首長選挙となった1月19日投開票の宮古島市長選挙では、オール沖縄が支援する現職の座喜味一幸のほか、保守市議や副市長など6人が乱立する混戦となったが、前副市長で保守系無所属の嘉数登が初当選し現職の座喜味は敗れた。オール沖縄は4年前に市政を奪取した宮古島市で首長職を失ったことで、この時点でオール沖縄陣営に属する市長が遂に不在となった。
第50回総選挙後の2024年12月9日、チーム沖縄陣営でかねてから病気療養中であった沖縄市長の桑江朝千夫が死去し、翌2025年1月26日に後任市長を決定する沖縄市長選挙が実施されることとなった。チーム沖縄陣営は桑江から生前に事実上後継指名を受けた自民党県議会議員・県連幹事長の花城大輔が立候補を表明し、桑江市政の継承に向けて市長選に臨むこととなった。一方のオール沖縄陣営は2014年に現職であった東門美津子がチーム沖縄陣営の桑江に敗れて以来の市政奪還を目指し、立憲民主党県議会議員・県連代表で社民党から参院選（比例区）にも立候補経験のある仲村未央を擁立することとなり、一騎打ちとなったが、花城が仲村を降して当選し、桑江市政の継承に成功した。続く同年2月9日の浦添市長選挙では、現職でチーム沖縄陣営の松本哲治が4期目を目指して出馬を表明する一方で、オール沖縄陣営は候補者擁立を見送り、結果は松本が当選したため、オール沖縄陣営は事実上の不戦敗となった。
2025年4月に実施が予定されたうるま市長選挙は、現職市長である中村正人が再選へ向けて立候補し、オール沖縄陣営が擁立する社民党県議会議員・県連代表の照屋大河との対決構図となったが、中村が照屋大河ら3人の選挙戦を制し、2期目の当選を果たした。これにより、オール沖縄陣営は12連敗となった。

### 2025年参議院通常選挙
2025年7月投開票の第27回参議院議員通常選挙では、自民党公認として元那覇市議会議員の奥間亮を擁立した。オール沖縄側は首長戦連敗による停滞と候補者選定を巡る混乱で当初予定していた現職の高良鉄美が立候補断念に追い込まれ、新たに沖縄大学教授で憲法学者の高良沙哉（さちか）を擁立した。両陣営の対決構図と見られたが、参政党が独自候補として琉球大学教授の和田知久を擁立した事から、自公政権の批判票に加え、既存政党への不満票が和田に流出する形となり、奥間は約3万3千票差で高良沙哉に敗れて、参院選に限っては保守系・チーム沖縄陣営は5連敗となった。この選挙では既存政党への不満票を取り込み、特に保守の新たな受け皿となった参政党の和田が12万票を獲得して善戦するなど、これまでの対決構図を変える選挙戦となった。

### 2025年石垣市長選挙
参院選直前となった6月、石垣市議会では市が議会に提出した国民健康保険事業の特別会計補正予算で、議会を通さずに決定した「専決処分」の日付や議会への説明などに虚偽があったことから「市民や議会との信頼関係が崩れている」として中山義隆市長に対する不信任決議が可決され、中山は議会を解散せず失職したうえで、8月17日に行われる出直し選挙に5選目を目指して臨むこととなった。一方、オール沖縄陣営は国民民主党に所属していた前石垣市議の砥板芳行が無所属で擁立することとなり、一騎打ちの構図になった。